# Dorfkirche Benkendorf

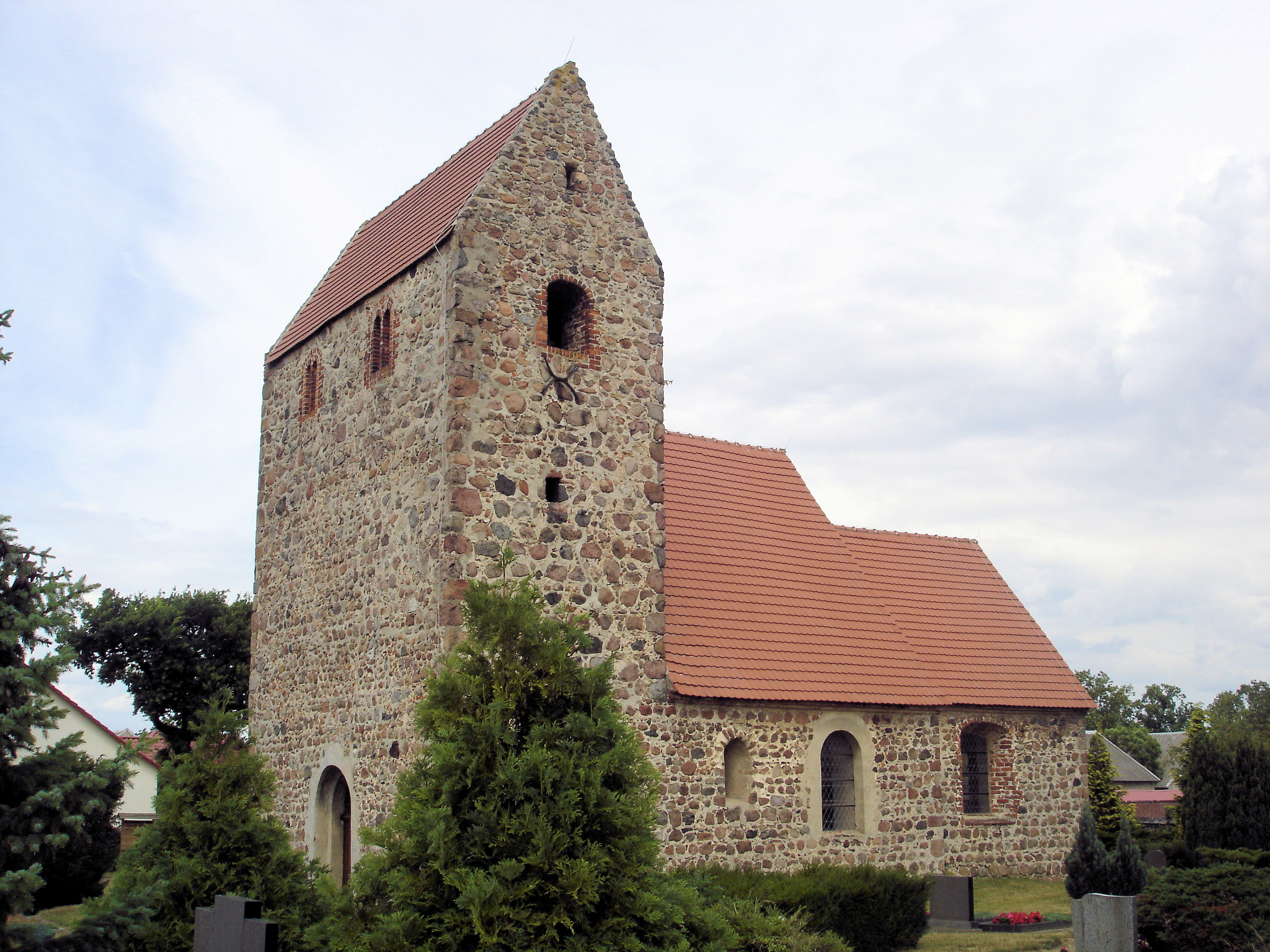
Dorfkirche Benkendorf

Die evangelische Dorfkirche Benkendorf ist eine romanische Saalkirche im Ortsteil Benkendorf von Salzwedel im Altmarkkreis Salzwedel in Sachsen-Anhalt. Sie gehört zum Pfarrbereich Apenburg im Kirchenkreis Salzwedel der Evangelischen Kirche in Mitteldeutschland (EKMD).

## Geschichte und Architektur
Die Kirche war zunächst ein zweiteiliges, aus Schiff und eingezogenem, gerade geschlossenem Chor bestehendes Feldsteinbauwerk. Von den ursprünglichen Rundbogenöffnungen sind das Hauptportal und die Priesterpforte an der Nordseite sowie zwei Fenster erkennbar. In einer zweiten Bauphase wurde über dem Schiff ein Querturm aus größeren Feldsteinen erbaut; er ist im Erdgeschoss mit einer Quertonne eingewölbt und im Glockengeschoss mit Schallöffnungen mit spätgotischen Backsteingewänden versehen. Eine Weihe erfolgte offenbar unter Bischof Gerhard von Verden (1251–1269). Das Westportal und die meisten Fenster von Schiff und Chor sind neuzeitlich.
Die Dachstühle über Schiff und Chor wurden dendrochronologisch auf die Mitte der 1460er Jahre datiert.

## Ausstattung
Innen ist das Bauwerk flachgedeckt, ein Schiff und Chor trennender Triumphbogen ist nicht vorhanden. An der Westseite des Schiffes wurden zwei Weihekreuze freigelegt.
Das Gemeindegestühl ist mit vier Wangen aus dem 16. Jahrhundert versehen; diese enden jeweils in einer Rundscheibe, die beidseitig Schnitzereien mit folgenden Motiven zeigt:
- bärtiges Gesicht mit herausgestreckter Zunge/(Rückseite leer),
- Narrenkopf/nackter Gehörnter,
- Vogel mit Wurm oder Schlange im Schnabel/maßwerkartiges Kreuz,
- schmale Blütenblätter/rosenblattartige Verzierung.

Diese drolerieartigen Motive werden als vorreformatorisch eingeschätzt.
Die Kirche musste im Jahr 1917 zwei Glocken für Kriegszwecke abgeben, die heutigen Stahlglocken stammen aus dem Jahr 1922. Das Kirchhofportal ist in Backstein aus der zweiten Hälfte des 15. Jahrhunderts mit dreiteiligem Putzfries über der spitzbogigen Durchfahrt ausgeführt.